# Том Джонс (певец)

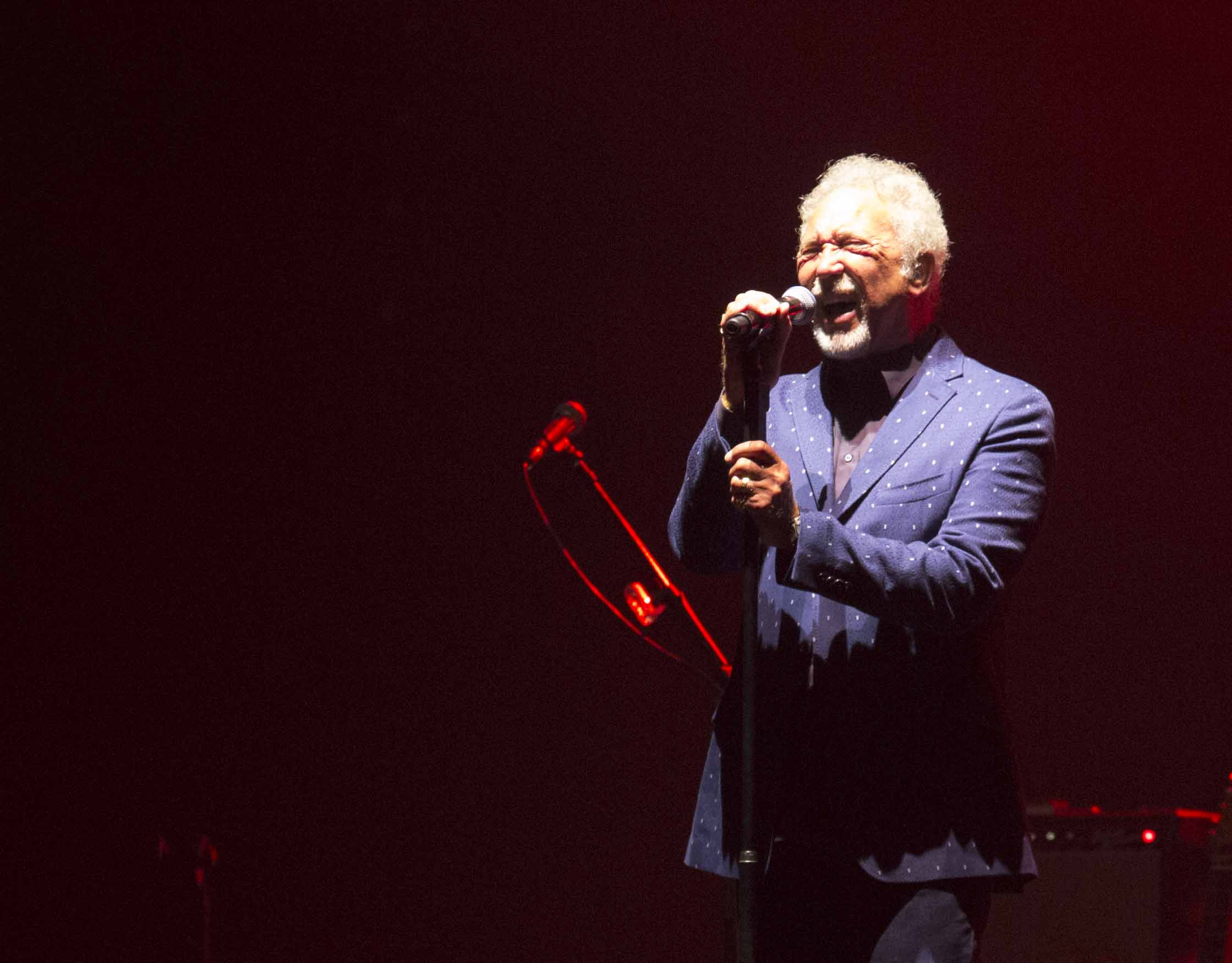
Том Джонс. Израиль. 2017

Сэр Том Джонс (англ. Tom Jones; настоящее имя сэр То́мас Джон Ву́дворд, Thomas John Woodward; род. 7 июня 1940[…], Понтиприт, Великобритания) — британский эстрадный певец родом из Уэльса, чьи красочные шоу и эмоциональные песни принесли ему в середине 1960-х годов широкую популярность. К концу 1980-х гг. было продано уже более 100 млн пластинок исполнителя.
В 1999 году — лучший певец года. Стал кавалером Ордена Британской империи (OBE). В начале 2000-х получил из рук королевы Соединённого Королевства Орден Британской Империи за заслуги перед государством.
Несмотря на то, что за такой большой промежуток времени он испробовал практически все разновидности поп-музыки (будь то ритм-энд-блюз, соул, поп-рок, кантри и даже техно-дэнс), его имидж претерпевал минимальные изменения.

## Семья
Будущий певец родился 7 июня 1940 года в городке Понтиприте в Уэльсе. В настоящее время проживает в Лос-Анджелесе, Калифорния, США. Был женат на Мелинде Тренчард (умерла 10.4.2016) с 16 лет (в браке с 1957 г.), имеет сына Марка и приёмную дочь Донну, а также внуков от Марка — Александра (1983) и Эмму (1987).

## Творческая биография

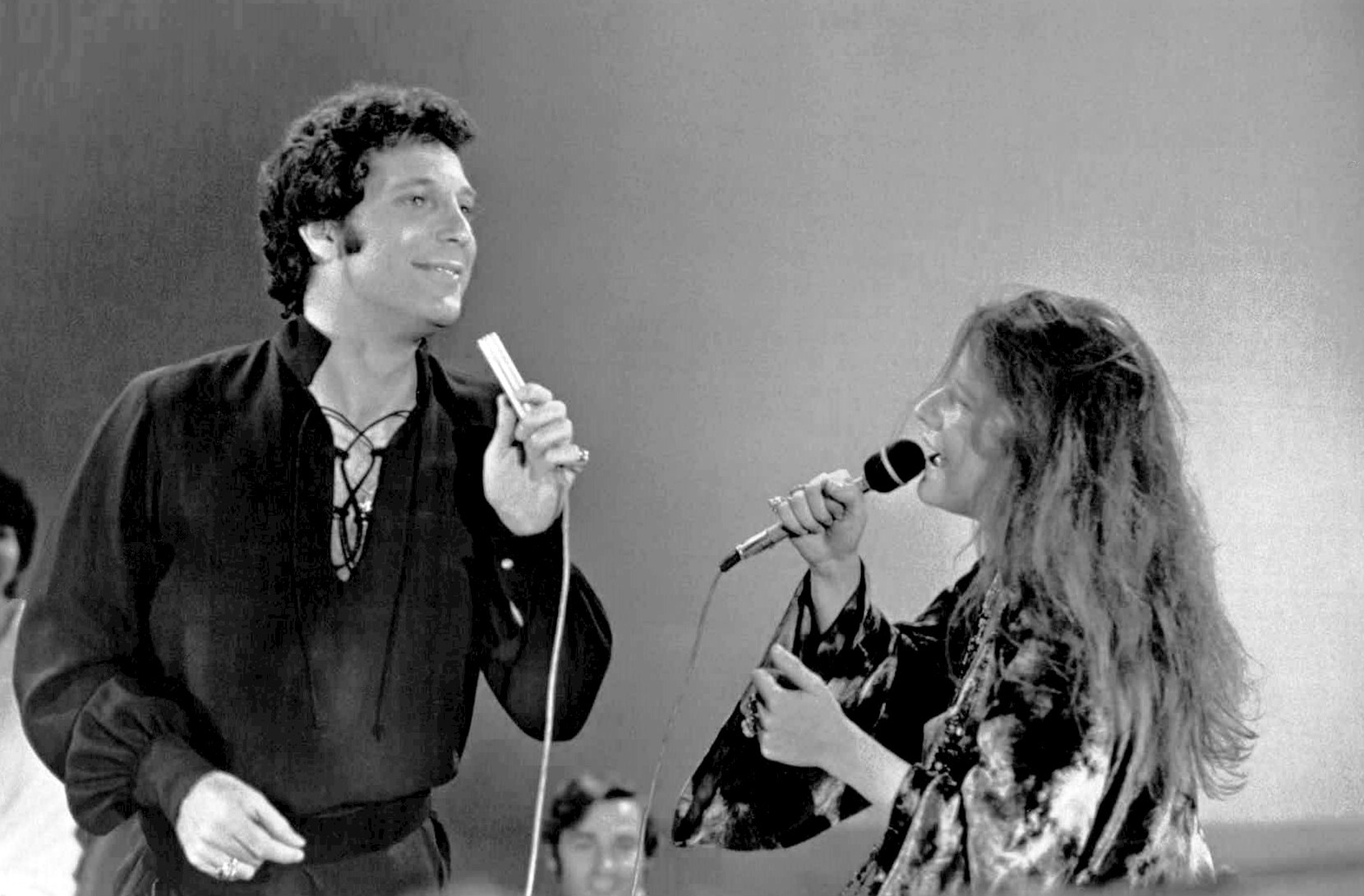
Том Джонс и Дженис Джоплин. 1969 год

Вудворд взял псевдоним по имени знаменитого персонажа романа Генри Филдинга, благо экранизация романа с Альбертом Финни в главной роли в то время гремела по всему миру. Молодой исполнитель привлек внимание публики своим зычным голосом, отличной физической формой (которую подчеркивали плотно облегающие брюки и футболки) и необычайно раскованным поведением на сцене (иногда он буквально выделывал кульбиты).
Джонс впервые возглавил британские чарты в 1965 году с энергичной композицией It’s Not Unusual, в том же году исполнил песню Thunderball для фильма про Джеймса Бонда «Шаровая молния» и в следующем году получил премию «Грэмми» как самый многообещающий дебютант. По окончании финального вокального пассажа в Thunderball певец потерял сознание от напряжения.
Как только его популярность пошла на спад, Джонс сменил футболку на фрак и стал вести себя на сцене как эстрадный исполнитель старой школы. Этот ход принес ему успех среди публики более старшего возраста, и в 1966 году самым продаваемым синглом Великобритании стала его классическая композиция «Green Green Grass of Home». В Советском Союзе особым успехом пользовалась выпущенная в 1968 году Delilah, а в Соединённых Штатах — танцевальная She’s a Lady (1971).
В 1970-е и 1980-е годы Том Джонс выступал в основном для возрастной публики. Начиная с 1988 года, в попытке расширить репертуар, он начинает исполнять современные хиты, такие как Kiss Принса.
В конце 1990-х, по образцу Ширли Бэсси, стал записываться с молодыми исполнителями — The Cardigans (Burning Down The House, 1999), The Pretenders (Lust for Life, 1999), Stereophonics (Mama Told Me Not to Come, 2000).
В 1999 году Том Джонс выпустил альбом кавер-версий Reload, который в 2000 стал самым кассовым в его карьере, а взятый с него сингл Sex Bomb оказался одним из крупнейших танцевальных хитов года и занял третье место в британских чартах продаж.
В 2006 году Джонс совместно с британским диджеем Chicane выпустили сингл Stoned In Love (в стиле балеарский хаус), вошедший в Топ-10 UK Singles Chart и получивший положительную оценку критиков.
21 октября 2008 года в США (17 ноября в Европе) поступил в продажу новый диск 24 Hours. В пластинку вошли два кавера — на песню Брюса Спрингстина «The Hitter» и на шлягер Томми Джеймса и The Shondells I’m Alive, Боно и Эдж из группы U2 приняли участие в записи трека Sugar Daddy. 
В 2010 году выходит сборник Greatest Hits Rediscovered.
C марта 2012 является наставником в британской версии шоу «Голос», вместе с Джесси Джей, Will.i.am и Дэнни О'Донахью.
Озвучивал сам себя в мультсериале Симпсоны (сезон 4, эпизод 7: Marge Gets a Job) (1992). Играл самого себя в фильме Тима Бёртона «Марс атакует!» (1996) и в американо-ирландском фильме «Агнес Браун» (1999). Исполнял песни в фильме «Мисс Конгениальность» (2000), мультфильмах «Похождения императора» (2000) и «Смывайся» (2006).

## Дискография

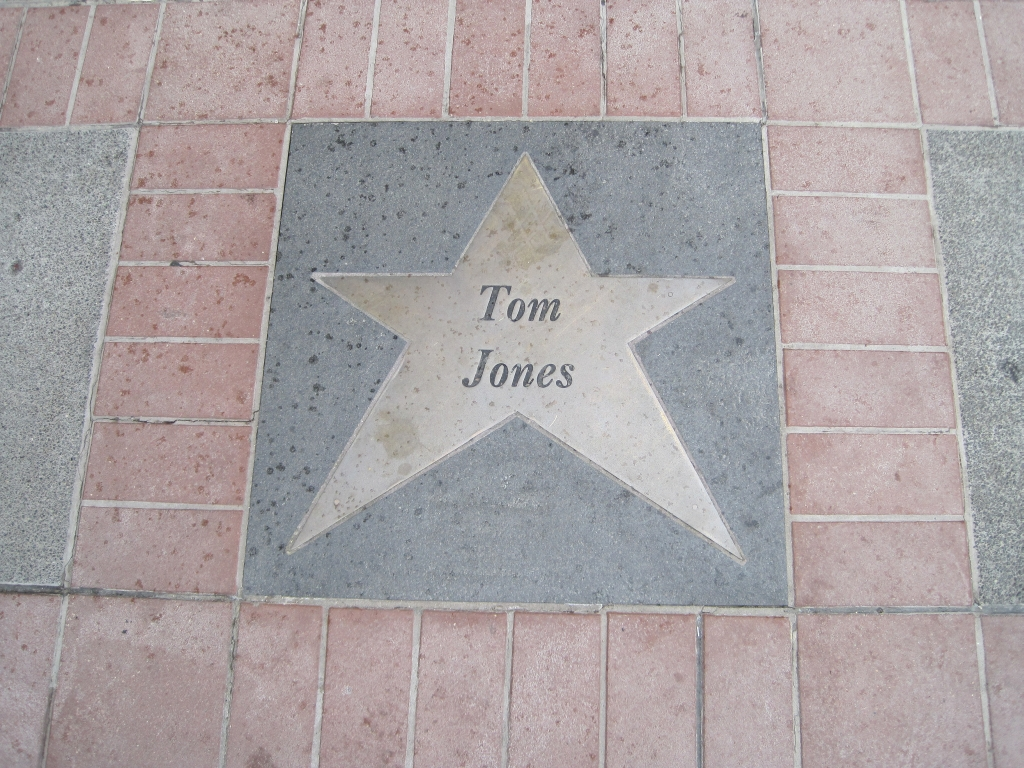
Аллея славы театра Орфеум. Мемфис, Теннесси, США

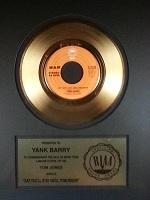
Золотой диск «Say You’ll Stay Until Tomorrow»

| Год  | Название                                              | DE | AT | CH | UK | US  | Позиция |
| ---- | ----------------------------------------------------- | -- | -- | -- | -- | --- | ------- |
| 1965 | Along Came Jones ( Название в США: It’s Not Unusual*) | −  | −  | −  | 11 | 54  |         |
| 1965 | What’s New, Pussycat?                                 | −  | −  | −  | −  | 114 |         |
| 1966 | From the Heart                                        | −  | −  | −  | 23 | −   |         |
| 1966 | A-tom-ic Jones                                        | -  | −  | −  | −  | −   |         |
| 1967 | Green, Green Grass of Home                            | 35 | −  | −  | 3  | 65  |         |
| 1967 | 13 Smash Hits                                         | 6  | −  | −  | 5  | −   |         |
| 1968 | Delilah                                               | 2  | −  | −  | 1  | −   |         |
| 1968 | Help Yourself                                         | 7  | −  | −  | 4  | 5   |         |
| 1969 | This Is Tom Jones                                     | 9  | −  | −  | 2  | 4   |         |
| 1969 | The Tom Jones Fever Zone                              | −  | −  | −  | −  | 14  |         |
| 1970 | Tom                                                   | −  | −  | −  | 4  | 6   |         |
| 1970 | I Who Have Nothing                                    | −  | −  | −  | 10 | 23  |         |
| 1971 | She’s a Lady                                          | 34 | −  | −  | 9  | 17  |         |
| 1972 | Close Up                                              | −  | −  | −  | 17 | 64  |         |
| 1973 | The Body and Soul of Tom Jones                        | −  | −  | −  | 31 | 93  |         |
| 1977 | Say You’ll Stay Until Tomorrow                        | −  | −  | −  | −  | 76  |         |
| 1978 | I’m Coming Home                                       | −  | −  | −  | 12 | −   |         |
| 1981 | Darlin'                                               | −  | −  | −  | −  | 179 |         |
| 1989 | At This Moment                                        | −  | −  | −  | 34 | −   |         |
| 1989 | After Dark                                            | −  | −  | −  | 46 | −   |         |
| 1991 | Carrying a Torch                                      | −  | −  | −  | 44 | −   |         |
| 1994 | The Lead and How to Swing It                          | 81 | 35 | −  | 55 | −   |         |
| 1999 | Reload                                                | 3  | 3  | 5  | 1  | −   |         |
| 2002 | Mr. Jones                                             | 78 | 58 | 62 | 36 | −   |         |
| 2008 | 24 Hours                                              | 70 | 61 | 94 | 32 | 105 |         |
| 2010 | Praise & Blame                                        | 38 | 9  | 51 | 2  | 79  |         |
| 2012 | Spirit in the Room                                    |    |    |    |    |     |         |
| 2015 | Long Lost Suitcase                                    |    |    |    |    |     |         |
| 2021 | Surrounded by Time                                    |    |    |    |    |     |         |